# 25ª Mostra internazionale d'arte cinematografica di Venezia
La 25ª edizione della Mostra internazionale d'arte cinematografica di Venezia si è svolta a Venezia, Italia, dal 27 agosto al 10 settembre del 1964. Direttore della Mostra è ancora volta Luigi Chiarini.
Per la seconda volta consecutiva vince il Leone d'oro un film italiano, Il deserto rosso di Michelangelo Antonioni: si profila la stagione d'oro del cinema italiano degli anni sessanta, che arriverà a 4 statuette di fila.

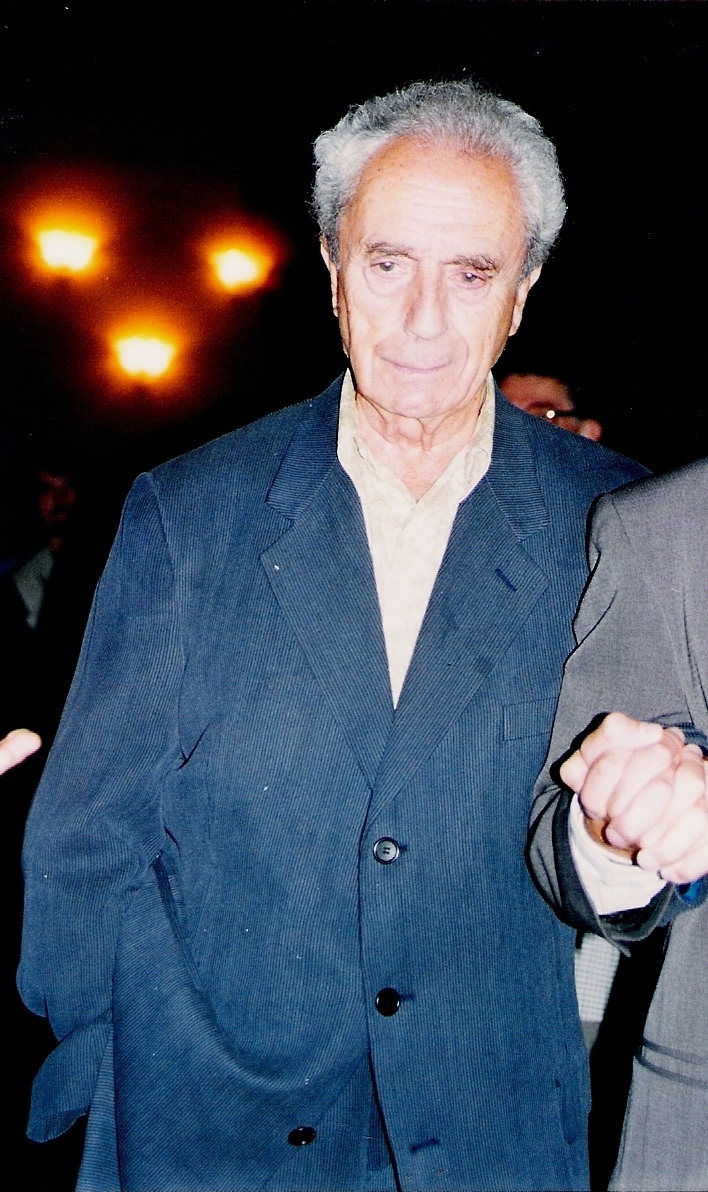
Michelangelo Antonioni vincitore del Leone d'Oro

## Giuria e premi
La giuria era così composta:
- Mario Soldati (presidente, Italia), Rudolf Arnheim (Stati Uniti d'America), Ove Brussendorf (Danimarca), Thorold Dickinson (Gran Bretagna), Riccardo Munož Suay (Spagna), Georges Sadoul (Francia), Jerzy Toeplitz (Polonia).

I principali premi distribuiti furono:
- Leone d'oro: Il deserto rosso di Michelangelo Antonioni
- Leone d'argento: Il Vangelo secondo Matteo di Pier Paolo Pasolini e Amleto (Gamlet) di Grigorij Kozincev e Iosif Shapiro (ex aequo)
- Coppa Volpi al miglior attore: Tom Courtenay per Per il re e per la patria (King and Country)
- Coppa Volpi alla miglior attrice: Harriet Andersson per Amare (Att Älska)

## Sezioni principali

### Film in concorso
- Amare (Att Älska), regia di Jörn Donner (Svezia)
- Amleto (Gamlet), regia di Grigorij Kozincev e Iosif Shapiro (Unione Sovietica)
- Il deserto rosso, regia di Michelangelo Antonioni (Italia/Francia)
- Il Vangelo secondo Matteo, regia di Pier Paolo Pasolini (Italia/Francia)
- Kradetzat na praskovi, regia di Vulo Radev (Bulgaria)
- La ragazza dagli occhi verdi (Girl with Green Eyes), regia di Desmond Davis (Regno Unito)
- Le amicizie particolari (Les amitiés particulières), regia di Jean Delannoy (Francia)
- Nothing but a Man, regia di Michael Roemer (Stati Uniti d'America)
- Per il re e per la patria (King and Country), regia di Joseph Losey (Regno Unito)
- Tonio Kröger, regia di Rolf Thiele (Germania Ovest/Francia)
- Una donna sposata (Une femme mariée: Suite de fragments d'un film tourné en 1964), regia di Jean-Luc Godard (Francia)
- Una vita alla rovescia (La vie à l'envers), regia di Alain Jessua (Francia)

### Film fuori concorso
- A proposito di tutte queste... signore (För att inte tala om alla dessa kvinnor), regia di Ingmar Bergman (Svezia)
- Alla ricerca di Franz Kafka, regia di Ernesto G. Laura (Italia)
- La donna è una cosa meravigliosa, regia di Mauro Bolognini (Italia)